# الکترون (واشینگتن)
الکترون (به انگلیسی: Electron) یک منطقهٔ مسکونی در ایالات متحده آمریکا است که در شهرستان پیرس، واشینگتن واقع شده‌است. الکترون ۱۷۸٫۰۱ متر بالاتر از سطح دریا قرار دارد.